# Dolina Loare
Dolina Loare (francosko Val de Loire, izgovorjeno [val də lwaʁ]; bretonsko Traoñ al Liger), ki obsega 280 kilometrov, je dolina v srednjem delu reke Loare v osrednji Franciji, v obeh upravnih regijah Pays de la Loire in Centre-Val de Loire. Območje doline Loare obsega okoli 800 kvadratnih kilometrov. Imenujejo jo zibelka Francozov in francoski vrt zaradi obilice vinogradov, sadnih nasadov (kot so češnje) ter polj artičok in belušev, ki se vrstijo ob bregovih reke. Dolina, znana po svojih zgodovinskih mestih, arhitekturi in vinih, je bila naseljena že od srednjega paleolitika. Leta 2000 je UNESCO vpisal osrednji del doline reke Loare na svoj seznam svetovne dediščine.

## Geografija
V dolini so zgodovinska mesta, kot so Amboise, Angers, Blois, Chinon, Montsoreau, Orléans, Saumur in Tours.
Podnebje je ugodno večino leta, reka pogosto deluje kot razmejitvena črta v francoskem vremenu med severnim in južnim podnebjem. Reka ima pomemben vpliv na mezoklimo v regiji, saj dodaja nekaj stopinj temperature. Podnebje je lahko hladno s spomladansko zmrzaljo, medtem ko lahko v mesecih trgatve vina dežuje. Poletja so vroča; vendar pa vplivi iz Atlantika blažijo temperaturo z vetrom.

## Vinogradništvo
Vinska regija doline Loire  je eno najbolj znanih območij pridelave vina na svetu in vključuje več francoskih vinskih regij, ki so ob reki, od regije Muscadet na atlantski obali do regij Sancerre in Pouilly-Fumé. jugovzhodno od mesta Orléans v severni osrednji Franciji. Vina Loire po navadi kažejo značilno sadnost s svežimi, hrustljavimi okusi.

## Kultura
2. decembra 2000 je UNESCO dodal osrednji del rečne doline, med Chalonnes-Sur-Loire in Sully-sur-Loire, na svoj seznam svetovne dediščine. Pri izbiri tega območja, ki vključuje francoske departmaje Loiret, Loir-et-Cher, Indre-et-Loire in Maine-et-Loire, je odbor dejal, da je dolina Loare: »izjemna kulturna krajina, velike lepote, sestavljeno iz zgodovinskih mest in vasi, velikih arhitekturnih spomenikov – dvorcev – in zemljišč, ki so bila obdelana in oblikovana v stoletjih interakcije med lokalnim prebivalstvom in njihovim fizičnim okoljem, zlasti Loire same.«
Šansonjerji doline Loare so sorodna skupina pesmaric, ki jih pripisujejo skladateljem doline Loare in so najzgodnejši ohranjeni primeri novega žanra, ki je ponujal kombinacijo besed, glasbe in iluminacij.
Nova ponudba sodobne umetnosti se razvija vzdolž reke Loare od Montsoreauja do Orléansa s kraji, kot so Château de Montsoreau-Muzej sodobne umetnosti, CCCOD Tours, Domaine Régional de Chaumont sur Loire in Frac Center Orléans. So redka povezava renesančne arhitekture s sodobno umetnostjo.

## Arhitektura
Pomembna je arhitekturna dediščina v zgodovinskih mestih doline, zlasti njeni dvorci, kot so Château d'Amboise, Château d'Azay-le-Rideau, Château de Chambord, Château de Chenonceau, Château de Chinon, Château de Montsoreau, Château du Rivau, Château d'Ussé in Château de Villandry. Dvorci, ki jih je več kot tristo, so grajske utrdbe, zgrajene v 10. stoletju, pa tudi sijaj tistih, ki so bile zgrajene pol tisočletja pozneje. Ko so francoski kralji tukaj začeli graditi svoje ogromne dvorce, jim je sledilo plemstvo, ki ni želelo ali celo upalo biti daleč od sedeža oblasti. Njihova prisotnost v bujni, rodovitni dolini je začela privabljati najboljše krajinske oblikovalce. Poleg številnih dvorcev kulturni spomeniki v izjemni meri ponazarjajo ideale renesanse in razsvetljenstva v zahodnoevropski misli in oblikovanju. Številni dvorci so bili zasnovani za gradnjo na vrhu hribov, en primer tega je Château d'Amboise. Številni dvorci so imeli na posestvu izjemno podrobne in drage cerkve ali v samem gradu.
- Château de Chambord
- Orléans
- Tours
- Angers

## Gospodarstvo
Evropska komisija je poročala, da so leta 2016 tri kategorije predstavljale večino gospodarstva v regiji Pays-de-la-Loire: storitve (vključno s turizmom) so zagotovile 66,7 % delovnih mest, industrija 26,5 % in kmetijstvo 3,9 %. Stopnja brezposelnosti je bila 8,8-odstotna. Leta 2015 je bila regija na osmem mestu v Franciji glede na gospodarsko uspešnost, ki je ustvarila 5,0 % bruto domačega proizvoda. Pomembni gospodarski sektorji so vključevali usnjene izdelke, tekstil, ladjedelnico/gradbeništvo in aeronavtiko, kmetijstvo in predelavo hrane ter industrijo plastike. EK ni pripravila poročila za širšo regijo doline Loare.
Po drugem viru je turizem v dolini Loare podpiralo več kot 700 hotelov in 550 restavracij v regiji. Poleg dvorcev in približno 700 drugih zgodovinskih spomenikov, ki so na seznamu, so zanimivosti vključevale tri regionalne naravne parke, 550 km kolesarskih poti, 800 zgodovinskih spomenikov, ki so na seznamu, več kot 100 muzejev in 30 igrišč za golf.
Aprila 2019 je Guardianov popotniški del uvrstil eno lokacijo v dolini Loire na svoj seznam 20 najlepših vasi v Franciji: Montrésor, »pravljično vas z bogato zgodovino«, o kateri priča »tržnica volne, Halle de Cardeux, . .. Logis du Chancelier iz 16. stoletja, ... sprehod ob reki, Balcons de l'Indrois, [in] ... most Jardinier«.
Po poročilu CNN iz leta 2017 42 dvorcev, ki sestavljajo Unescov seznam svetovne dediščine, vsako leto obišče več kot 3,3 milijona obiskovalcev. Časopis Daily Telegraph (2014) je kot glavne dvorce za turiste navedel naslednje: Chinon, Cité royale de Loches, Chaumont, Blois, Meung, Chenonceau, Rivau, Lemeré, Amboise, Clos Lucé, Amboise, Chambord, Villandry in Valençay.